# Floscopa peruviana
Floscopa peruviana là một loài thực vật có hoa trong họ Commelinaceae. Loài này được Hassk. ex C.B.Clarke mô tả khoa học đầu tiên năm 1881.